# Coupe du monde d'escalade de 1994
Navigation
5e édition 7e édition
La Coupe du monde d'escalade de 1994 consiste en une série de quatre compétitions d'escalade de difficulté qui ont lieu entre le 16 avril et le 26 novembre 1994 dans quatre pays européens différents.

## Présentation
Cette sixième édition de la Coupe du monde d'escalade est organisée par la Commission escalade de compétition de l'Union internationale des associations d'alpinisme (UIAA). Cette compétition qui s'étale sur plusieurs mois s'appauvrit de deux étapes, celles restantes étant toutes localisées en Europe. Les deux premières étapes sont programmées en avril ; les deux dernières, en novembre.

## Classement général
Pour établir le classement général, les points des quatre manches sont cumulés.
| Catégories | Or                   | Or         | Argent             | Argent     | Bronze                | Bronze     |
| ---------- | -------------------- | ---------- | ------------------ | ---------- | --------------------- | ---------- |
| Difficulté | François Lombard     | 302 points | François Legrand   | 280 points | Jean-Baptiste Tribout | 207 points |
| Difficulté | Robyn Erbesfield (3) | 400 points | Isabelle Patissier | 253 points | Natalie Richer        | 220 points |

## Étapes
La coupe du monde d'escalade 1994 s'est déroulée du 16 avril au 26 novembre 1994, repartie en quatre étapes comprenant une discipline.
| Dates            | Lieu          | Difficulté | Bloc     | Vitesse  |
| ---------------- | ------------- | ---------- | -------- | -------- |
| 16 avril 1994    | Villach       | X          | -        | -        |
| 29 avril 1994    | Moscou        | X          | -        | -        |
| 18 novembre 1994 | Aix-les-Bains | X          | -        | -        |
| 26 novembre 1994 | Birmingham    | X          | -        | -        |
| Total : 4 étapes |               | 4 étapes   | 0 étapes | 0 étapes |

## Podiums des étapes

### Difficulté

#### Hommes
| Étapes      | Lieu                     | Or                    | Argent                | Bronze           |
| ----------- | ------------------------ | --------------------- | --------------------- | ---------------- |
| 16 avril    | Villach (Autriche)       | François Legrand (13) | Arnaud Petit          | François Lombard |
| 29 avril    | Moscou (Russie)          | François Legrand (14) | Jean-Baptiste Tribout | Ian Vickers      |
| 18 novembre | Aix-les-Bains (France)   | François Lombard (2)  | Fabien Mazuer         | Cristian Brenna  |
| 26 novembre | Birmingham (Royaume-Uni) | François Lombard (3)  | François Legrand      | François Petit   |

#### Femmes
| Étapes      | Lieu                     | Or                    | Argent              | Bronze              |
| ----------- | ------------------------ | --------------------- | ------------------- | ------------------- |
| 16 avril    | Villach (Autriche)       | Robyn Erbesfield (9)  | Isabelle Patissier  | Elena Ovtchinnikova |
| 29 avril    | Moscou (Russie)          | Robyn Erbesfield (10) | Elena Ovtchinnikova | Isabelle Patissier  |
| 18 novembre | Aix-les-Bains (France)   | Robyn Erbesfield (11) | Isabelle Patissier  | Liv Sansoz          |
| 26 novembre | Birmingham (Royaume-Uni) | Robyn Erbesfield (12) | Natalie Richer      | Laurence Guyon      |